# Scalpellum magnum
Scalpellum magnum är en kräftdjursart som beskrevs av Darwin 1851. Scalpellum magnum ingår i släktet Scalpellum och familjen Scalpellidae. Inga underarter finns listade i Catalogue of Life.